# Gam Gam

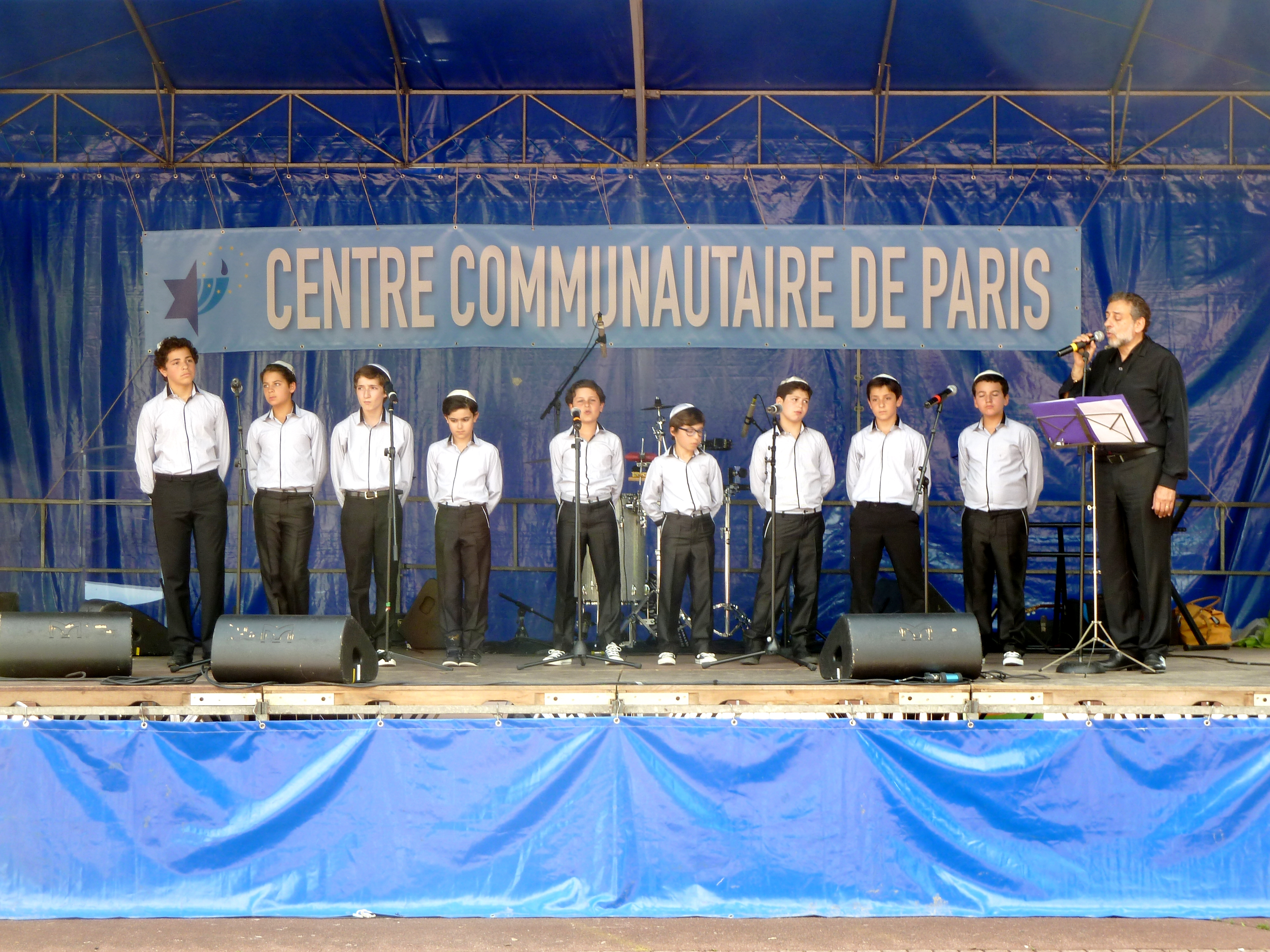
Il coro Les Chevatim nel 2013, con il maestro Elie Botbol, compositore di Gam Gam

Gam Gam è una canzone composta da Elie Botbol (3 giugno 1958, Meknès - 2018, Gerusalemme), psichiatra, che ha vissuto molti anni a Parigi, dove ha fondato nel 1979 una corale di ragazzini ebrei francesi, di età compresa tra i 15 e i 17 anni. La corale è denominata "Les Chévatim" (traslitterazione dell'ebraico שבטים = tribù, in riferimento alle dodici tribù di Israele) e Botbol la diresse per quarant'anni. La canzone Gam Gam è stata composta proprio per Les Chevatim, che l'hanno portata al successo.
Il testo della canzone riprende il quarto versetto del testo ebraico del Salmo 23, "Il Signore è il mio pastore".
Quando il brano fu inserito nella colonna sonora del film Jona che visse nella balena, diretta da Ennio Morricone, diventò noto al grande pubblico e in poco tempo divenne una delle canzoni più frequentemente ascoltate e cantate nella Giornata della memoria.
La canzone è stata composta negli anni Ottanta del Novecento, ma il suo testo, tratto dal Salmo 23, è da sempre tradizionalmente cantato dagli ebrei durante lo Shabbat, ovvero del "giorno di riposo" che per gli Ebrei è il sabato. La canzone è ormai un simbolo, uno degli "inni" più toccanti della Shoah, durante la quale più di un milione e mezzo di bambini furono uccisi dai nazisti.

## Il testo
| Traslitterazione | Testo ebraico                                                          |  | Traduzione |
| Gam gam gam kiy elekh' Be be gey tzal'mavet Lo lo lo iyra ra Kiy Ata imadiy (2 volte) Šihiiv'tekha umišan'tekha Hema hema ienachmuniy (2 volte) | גַּם כִּי-אֵלֵךְ ,בְּגֵיא צַלְמָוֶת לֹא-אִירָא רָע כִּי-אַתָּה עִמָּדִי ,שִׁבְטְךָ וּמִשְׁעַנְתֶּךָ .הֵמָּה יְנַחֲמֻנִי |  | Anche se andassi nella valle oscura non temerei alcun male, perché Tu sei sempre con me; Il tuo bastone e il tuo supporto, Mi confortano. |

## Utilizzo nel cinema

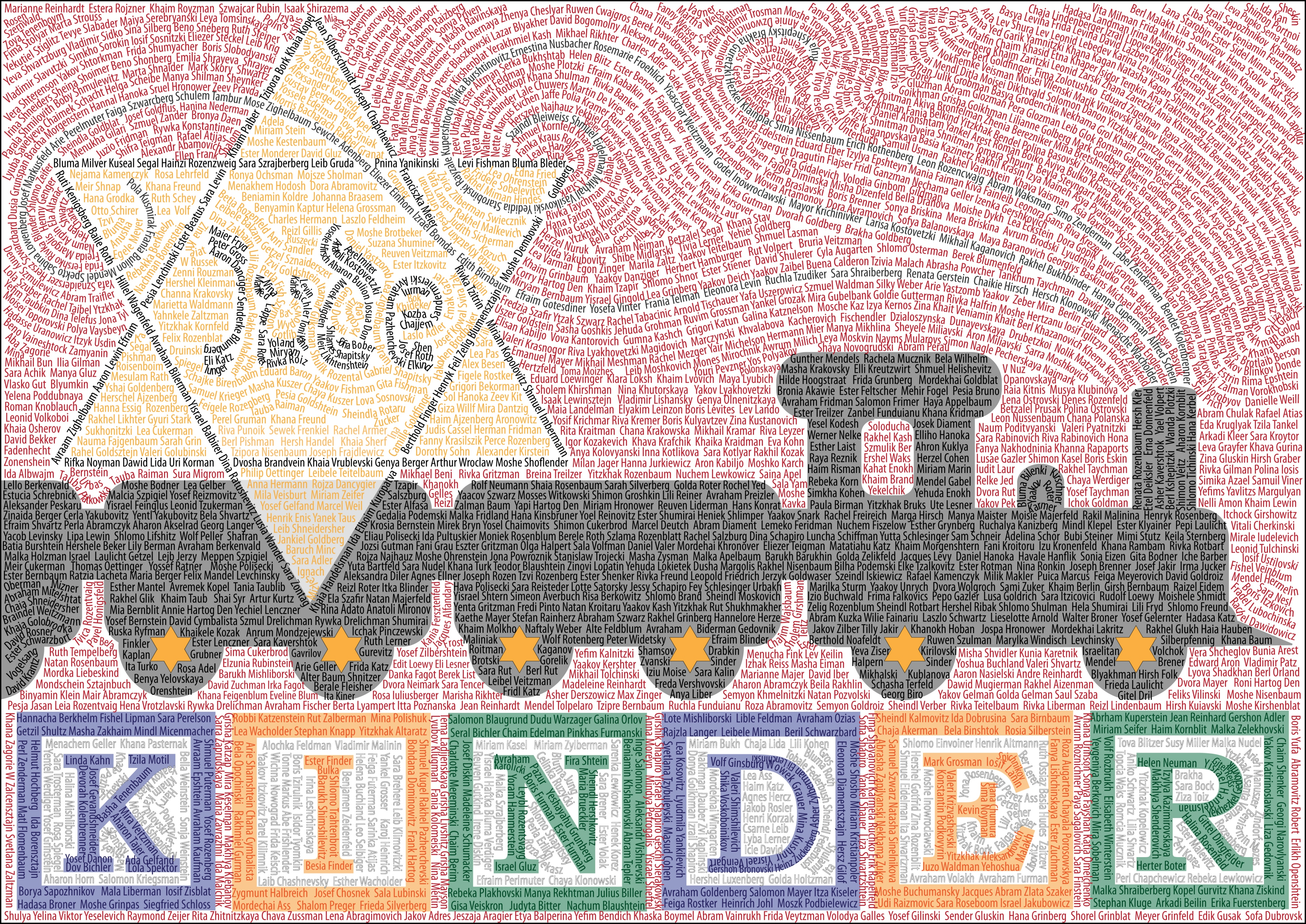
Mosaico di nomi di Yad Vashem dedicato ai 1.500.000 bambini dell'Olocausto. I nomi riportati sono solo quelli riferiti a bambini di età pari o inferiore a 12 anni

La canzone fa parte della colonna sonora, a cura del maestro Ennio Morricone, del film del 1993 Jona che visse nella balena, di Roberto Faenza.
Nella pellicola il canto viene insegnato dalla maestra a Jona e agli altri bambini del lager. Questa è una delle poche canzoni del film a non essere interpretata da un coro di bambini italiani, bensì da quello dei ragazzini franco-ebraico Les Chevatim, diretti da Elie Botbol. Nella versione resa famosa dal film, l'arrangiamento è in stile klezmer, un genere musicale ritmato e con orchestrazione complessa, originario delle comunità ebraiche yiddish dell'Europa centro-nord-orientale.

## Altre versioni
Elie Botbol ha dichiarato nel 2018: ...i DJ italiani si sono impadroniti, senza il mio permesso, di “Gam, Gam” e l'hanno trasformata in un brano da discoteca! Siamo stati sotto processo, ma a parte questo, ciò dimostra quanto questi brani, ispirati alle parole della Torah, colpiscano un gran numero di persone.
- Mauro Pilato: Gam Gam (1994)
- Mauro Pilato & Max Monti: Gam Gam 2010 (Relight Orchestra Remix)
- ANDREA BELLI x MAURO PILATO & MAX MONTI - Gam Gam (Stereomode 2k17 Radio Rework)
- ANDREA BELLI x MAURO PILATO & MAX MONTI - Gam Gam (Derek Reiver & NikQ Rework)
- Friser, il fiore meraviglioso - 40 giorni di libertà - Gam Gam.
- Marnik & SMACK - Gam Gam (2018 - Spinnin' Records)
- Leonardo Abatangelo, elaborazione per coro misto a 4 voci ed ensemble strumentale.
- I Numantini - Gam Gam Gam dal CD "Save the date" (2017)
- Deborah de Luca - Gam Gam - 2023